# Herman-Ring
In der Mathematik sind Herman-Ringe (auch Arnold-Herman-Ringe) ein Begriff aus der Theorie komplexer dynamischer Systeme. Es handelt sich um ringförmige Komponenten der Fatou-Menge, auf denen die Dynamik zu einer irrationalen Drehung konjugiert ist.

## Definition

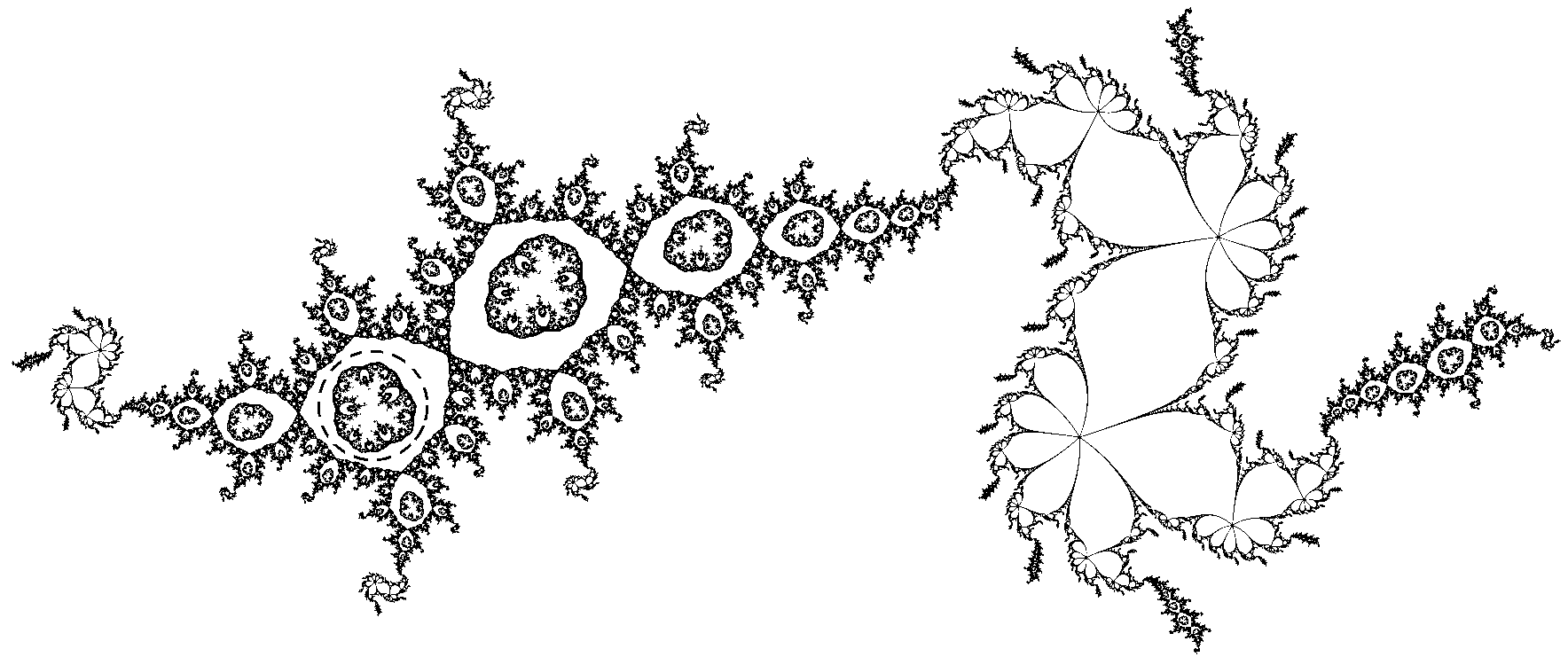
Herman-Ringe der Abbildung, wobei so gewählt wurde, dass die Rotationszahl von auf dem Einheitskreis beträgt.

Sei {\displaystyle f\colon S\to S} eine holomorphe Abbildung zwischen riemannschen Flächen.
Eine Zusammenhangskomponente {\displaystyle U} der Fatou-Menge {\displaystyle {\mathcal {F}}(f)} heißt Herman-Ring, wenn es eine biholomorphe Abbildung
{\displaystyle \phi \colon U\to R}
auf ein Ringgebiet
{\displaystyle R=\left\{z\in \mathbb {C} \colon r<\vert z\vert <1\right\}}
mit {\displaystyle r>0} gibt, so dass {\displaystyle \phi f\phi ^{-1}} eine irrationale Drehung, also
{\displaystyle \phi f\phi ^{-1}(z)=e^{2\pi i\alpha }z}
für ein {\displaystyle \alpha \in \mathbb {R} \setminus \mathbb {Q} } ist.

## Geschichte
Nach Fatous Klassifikation invarianter Komponenten der Fatou-Menge für die Iteration einer rationalen Funktion {\displaystyle f} müssen diese entweder Attraktionsgebiete, parabolische Gebiete oder Rotationsgebiete sein. Rotationsgebiete sind mit heutigen Bezeichnungen entweder Siegel-Scheiben oder Herman-Ringe. Die Existenz von Siegel-Scheiben wurde 1942 von Siegel bewiesen, während die Existenz von Herman-Ringen lange offen war und erst 1979 von Herman (mit Hilfe eines Satzes von Arnold über die Lösbarkeit einer gewissen Funktionalgleichung) bewiesen wurde.